# Sączów
Sączów [ˈsɔnt͡ʂuf] é uma aldeia localizada na região administrativa da comuna de Bobrowniki, no condado de Będzin, voivodia de Silésia, no sul da Polônia. A aldeia tem uma população de 1 406 habitantes.